# Gàlata Ludovisi
L'escultura en marbre del Gàlata Ludovisi està exposada al Museu Nacional Romà del Palazzo Altemps, es troba estilísticament dintre de l'Escola de Pèrgam, escola hel·lenística que es va inclinar pels temes patètics i de sentiments violents.

## Història
El seu origen es troba en la decisió del rei Àtal I de Pèrgam que va decidir commemorar la rellevant victòria sobre els gàlates el 233 aC. amb un conjunt format per sis escultures. Al centre figurava el Gàlata Ludovisi, el qual acabava de matar la seva dona; mentre subjectava el cadàver girava el cap al seu enemic a la vegada que se suïcidava; al seu entorn se situen d'altres quatre gàlates estirats a terra, entre ells el Gàlata moribund.
Probablement es tracta d'una còpia romana del segle I aC. en marbre d'una estàtua grega ja desapareguda, encara que l'original fos de bronze. L'encàrrec va ser fet entre el 230 aC. i el 220 aC.. La identitat de l'escultor es desconeix, però alguns suggereixen que Epígon, l'escultor de la cort de la dinastia atàlida de Pèrgam, en podria haver estat l'autor.

## Descripció

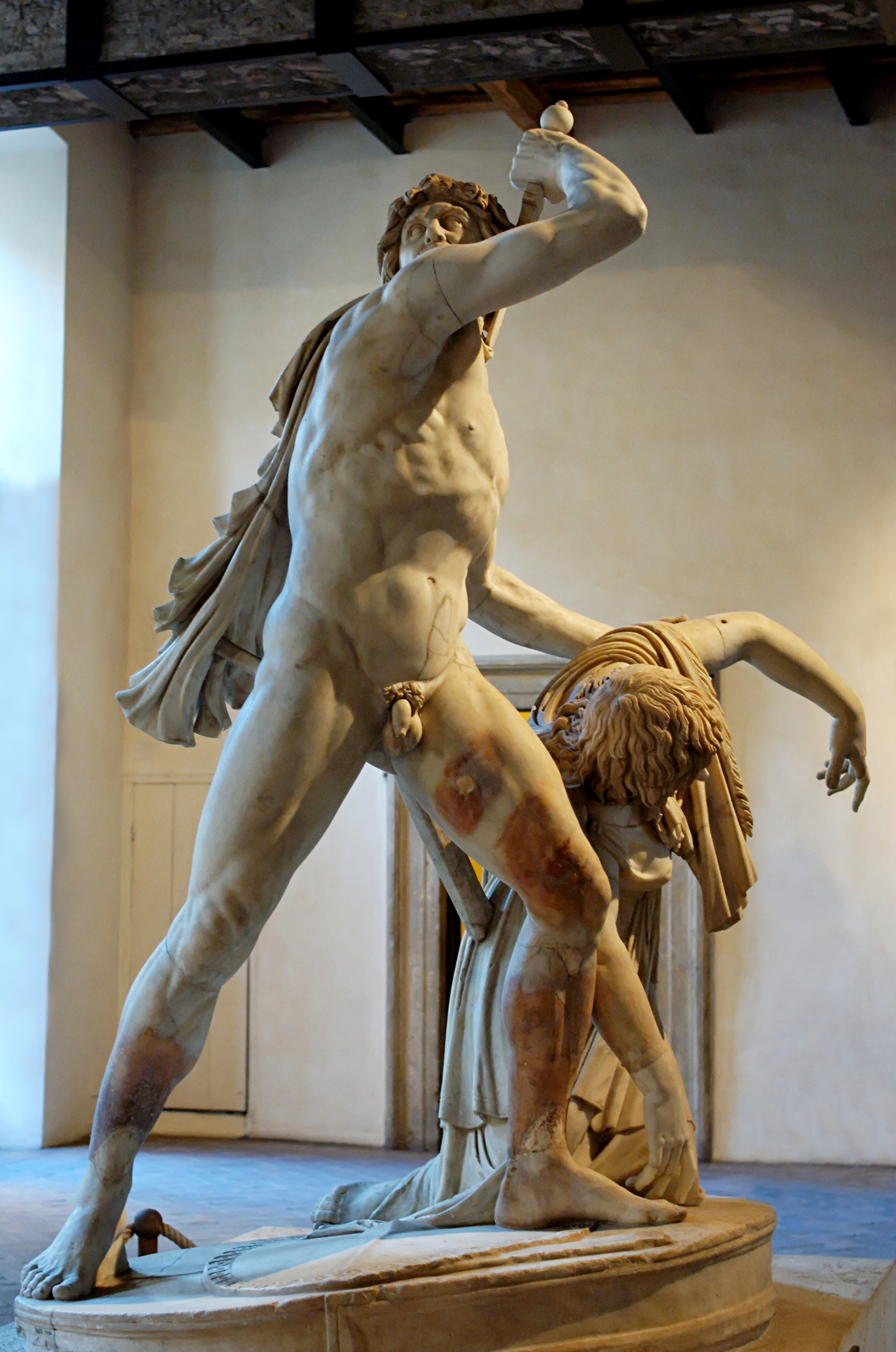
Vista leteral

La part central és la del del gàlata amb el cap de la seva dona, que estan perfectament entrellaçats però en actituds contraposades per donar diferents punts de vista. Hi ha un contrast entre la dona vestida ja morta i desplomant-se i l'home nu, encara viu i de peu. La pesadesa de la dona se'n deixa veure, així com la força del seu marit per subjectar-la. La dona té els braços formant un semicercle i amb el cap completament abatut. L'home porta un braç cap avall per subjectar-la mentre l'altre està cap amunt es clava la daga en un gest de desafiament. Ja surt sang de la ferida que es fa El gest és molt expressiu enfront del de la seva dona, ja sense vida.
Aquest grup es fon en un perfecte encreuament de diagonals i s'estructura de forma piramidal. És una realització concreta, molt més abstracta, més teòrica que la del Gàlata moribund, amb la qual s'ha de comparar. Aquesta obra és més rica en punts de vista, i sorprenentment variada per l'espectador que gira al voltant seu. El seu autor aspira a obtenir un efecte dramàtic de forma teatral, mitjançant grans gests, limitant, en canvi, la seva ambientació etnogràfica a detalls superficials, com, entre d'altres, de la vestimenta o bigoti. Va dir Jean Charbonneaux respecte de l'escultura: «La passió, la desesperació s'exterioritzen sense reserves; els buits exalten el moviment i fan sentir les ruptures de ritme; el curt mantell agitat i la nuesa ascendent del formidable aparell muscular del guerrer s'oposen ostensiblement al cadàver abatut, cobert de teles que flueixen cap a terra».
La decisió de representar en aquest conjunt guerrers vençuts no ha de fer pensar en un acte de poc respecte cap al poble que ha estat derrotat. Al contrari, s'ha d'interpretar més aviat com la intenció de lloar el rei Àtal I en haver estat capaç de vèncer una població tan forta i bel·licosa com els celtes gàlates.